# Vũ Thành Hoàng hậu
Vũ Thành Hoàng hậu (chữ Hán: 武成皇后; 551–582), A Sử Na thị (阿史那氏) là Hoàng hậu duy nhất của Bắc Chu Vũ Đế Vũ Văn Ung, hoàng đế Bắc Chu trong lịch sử Trung Quốc. 
Bà là vị Hoàng hậu chính thống đầu tiên của Bắc Chu, không xét trường hợp truy phong như Minh Kính Hoàng hậu Độc Cô thị hay góa phụ tôn phong như Sùng Nghĩa Hoàng hậu Nguyên Hồ Ma. Bà cũng là vị Thái hoàng thái hậu đầu tiên và duy nhất của triều đại này cho đến khi Tùy Văn Đế đoạt ngôi, lập nên nhà Tùy.

## Tiểu sử
A Sử Na thị là Công chúa Đột Quyết. Bà ra đời vào năm 551, khi đó tổ phụ bà, Y Lơi Khả hãn (伊利可汗) còn là một chư hầu của Nhu Nhiên. Về sau Y Lơi Khả hãn tuyên bố tách khỏi Nhu Nhiên, thiết lập quốc gia độc lập là Đột Quyết. Đột Quyết sớm chinh phục phần lớn lãnh thổ Nhu Nhiên, trở thành cường quốc thống trị các thảo nguyên ở phía bắc Trung Nguyên và Đông Ngụy, Tây Ngụy (và các chính quyền kế thừa, tương ứng là Bắc Tề và Bắc Chu). Cha bà, A Sử Na Sĩ Cân tiếp quản ngai vàng vào năm 554, trở thành Mộc Hãn khả hãn.
Vũ Văn Thái khi đó đang nắm quyền Tây Ngụy, đề nghị liên minh với Đột Quyết. A Sử Na Sĩ Cân định gả con gái để liên hôn, nhưng thỏa thuận nhanh chóng bị thu hồi khi Vũ Văn Thái mất năm 556. Con trai ông là Vũ Văn Giác, tức Bắc Chu Hiếu Mẫn Đế soán ngôi Tây Ngụy, lập ra triều đại Bắc Chu vào mùa xuân 557. 
Vũ Văn Hộ bấy giờ thao túng triều chính, ép Mẫn Đế nhường ngôi cho Vũ Văn Dục, tức Bắc Chu Minh Đế. Năm 560 Vũ Văn Hộ cũng hạ độc Minh Đế, trước khi ông chết đã ra chiếu truyền ngôi cho em trai là Vũ Văn Ung, tức Bắc Chu Vũ Đế. Khi này Vũ Đế lại cầu liên hôn với Đột Quyết và A Sử Na Sĩ Cân đồng ý.

## Hoàng hậu Bắc Chu
Năm 565, Vũ Đế điều anh trai là Vũ Văn Thuần (宇文 純) dẫn đầu phái đoàn rước dâu 120 người đến Đột Quyết, hộ tống Công chúa A Sử Na thị đến Bắc Chu, nhưng A Sử Na Sĩ Cân lại thu hồi thỏa thuận, thay vào đó xem xét liên minh với Bắc Tề, bắt giữ Vũ Văn Thuần và toàn bộ phái đoàn. Đến thời điểm trước năm 568, một cơn bão gây thiệt hại lớn cho lều của A Sử Na Sĩ Cân, A Sử Na Sĩ Cân xem đây như là điềm gở của Thượng đế nên cương quyết hủy hôn với Bắc Tề, cho phép Vũ Văn Thuần hộ tống con gái mình đến Bắc Chu. 
Đầu năm 568, A Sử Na thị đến kinh đô Trường An, được Vũ Đế đích thân đón tiếp. Tuy không phải người vợ đầu tiên của Vũ Đế nhưng vì thế lực của Đột Quyết, bà được Vũ Đế sách lập Hoàng hậu. Bà là vị Hoàng hậu chính thống đầu tiên của Bắc Chu (các Hoàng đế đời trước đều xưng "Thiên vương" nên vợ chỉ được gọi Vương hậu). Mặc dù năm 572 Nguyên Hồ Ma, vợ của Mẫn Đế được Vũ Đế đón về cung tôn phong Hoàng hậu nhưng là danh phận "Hoàng tẩu", không có thực quyền như A Sử Na thị.
A Sử Na hoàng hậu được cho là xinh đẹp điềm đạm. Vũ Đế rất xem trọng bà nhưng không mấy sủng ái. Đến khi cháu gái của Vũ Đế là Đậu thị (vợ Đường Cao Tổ, con gái Công chúa Tương Dương và đại thần Đậu Nghị) nhắc nhở Vũ Đế về quyền lực Đột Quyết, cho rằng Bắc Chu vẫn phải đối mặt với nhiều đối thủ là Bắc Tề và Trần quốc phía Nam, khuyên Vũ Đế sủng ái Hoàng hậu hơn để được Đột Quyết ủng hộ. Vũ Đế tiếp thu và đối xử tốt hơn với Hoàng hậu. Tuy nhiên, họ không có con với nhau.

## Hoàng thái hậu
Trong 578, Vũ Đế băng hà, con trai ông là Vũ Văn Uân nối ngôi (sinh mẫu Lý Nga Tư), tức Bắc Chu Tuyên Đế. Tuyên Đế tôn phong đích mẫu A Sử Na thị làm Hoàng thái hậu.
Năm 579, Tuyên Đế truyền ngôi cho Thái tử Vũ Văn Diễn, tức Bắc Chu Tĩnh Đế và tự xưng danh hiệu không chính thống là "Thiên Nguyên Hoàng đế" (天元皇帝) thay vì Thái thượng hoàng, tôn Thái hậu làm "Thiên Nguyên Hoàng thái hậu" (天元 皇太后), sau lại đổi thành "Thiên Nguyên Thượng hoàng thái hậu" (天元 上 皇太后).
Mùa hè năm 580, Tuyên Đế băng hà. Tĩnh Đế tôn Đích tổ mẫu A Sử Na thị làm Thái hoàng thái hậu, bà trở thành vị Thái hoàng thái hậu đầu tiên và duy nhất của triều đại Bắc Chu (không tính phong hiệu Thái đế thái hậu của Lý Nga Tư). Bà sống sót qua cuộc soán ngôi Bắc Chu của Dương Kiên năm 581. Sau khi thành lập nhà Tùy, Tùy Văn Đế tàn sát toàn bộ Bắc Chu tộc nhưng A Sử Na thị không bị tổn hại. 
Năm 582, Thái hoàng thái hậu qua đời, được an táng với danh dự của một hoàng hậu, hợp táng cùng Chu Vũ Đế, thụy hiệu Vũ Thành hoàng hậu (武成皇后).

## Phim ảnh
| Năm  | Phim ảnh           | Diễn viên   | Nhân vật          |
| 2013 | Lan Lăng Vương     | Vương Địch  | A Sử Na Hoàng hậu |
| 2015 | Lan Lăng Vương Phi | Phó Dĩnh    | A Sử Na Công chúa |
| 2018 | Độc Cô thiên hạ    | Hoàng Tử Hi | A Sử Na Vân       |
| 2019 | Độc Cô Hoàng Hậu   | Hải Lục     | A Sử Na Dung      |